# Flugplatz Saulgau

i7
i11
i13
Der Flugplatz Saulgau (ICAO-Code: EDTU) ist ein Sonderlandeplatz nordöstlich von Bad Saulgau im Landkreis Sigmaringen in Baden-Württemberg.
Er wird von der Fliegergruppe Bad Saulgau e. V. betrieben und kann von Luftfahrzeugen bis maximal 2000 kg Höchstabfluggewicht benutzt werden. An den Wochenenden finden Segelflugbetrieb und Fallschirmabsprünge statt.